# Auer-Welsbach-Park

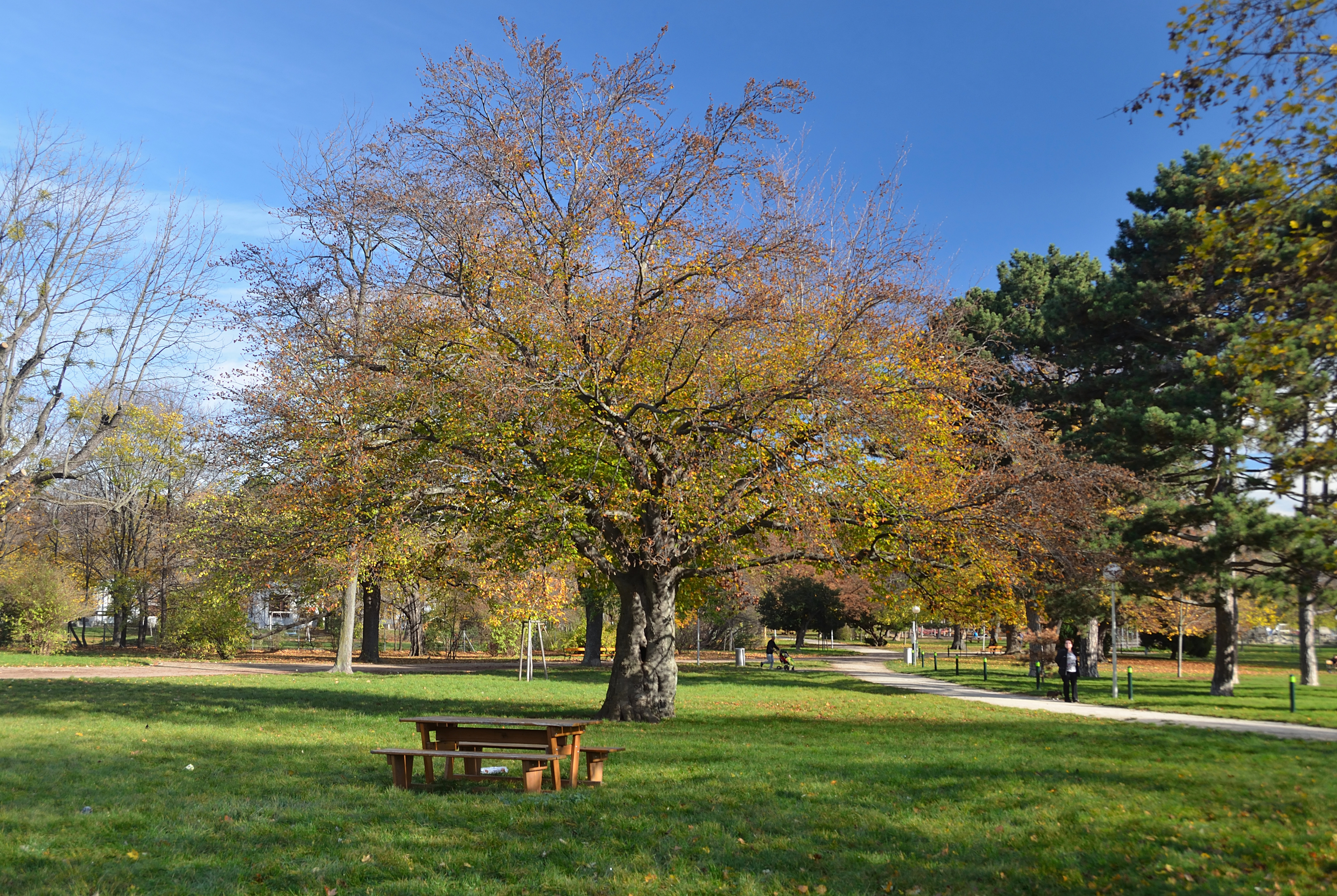
Auer-Welsbach-Park

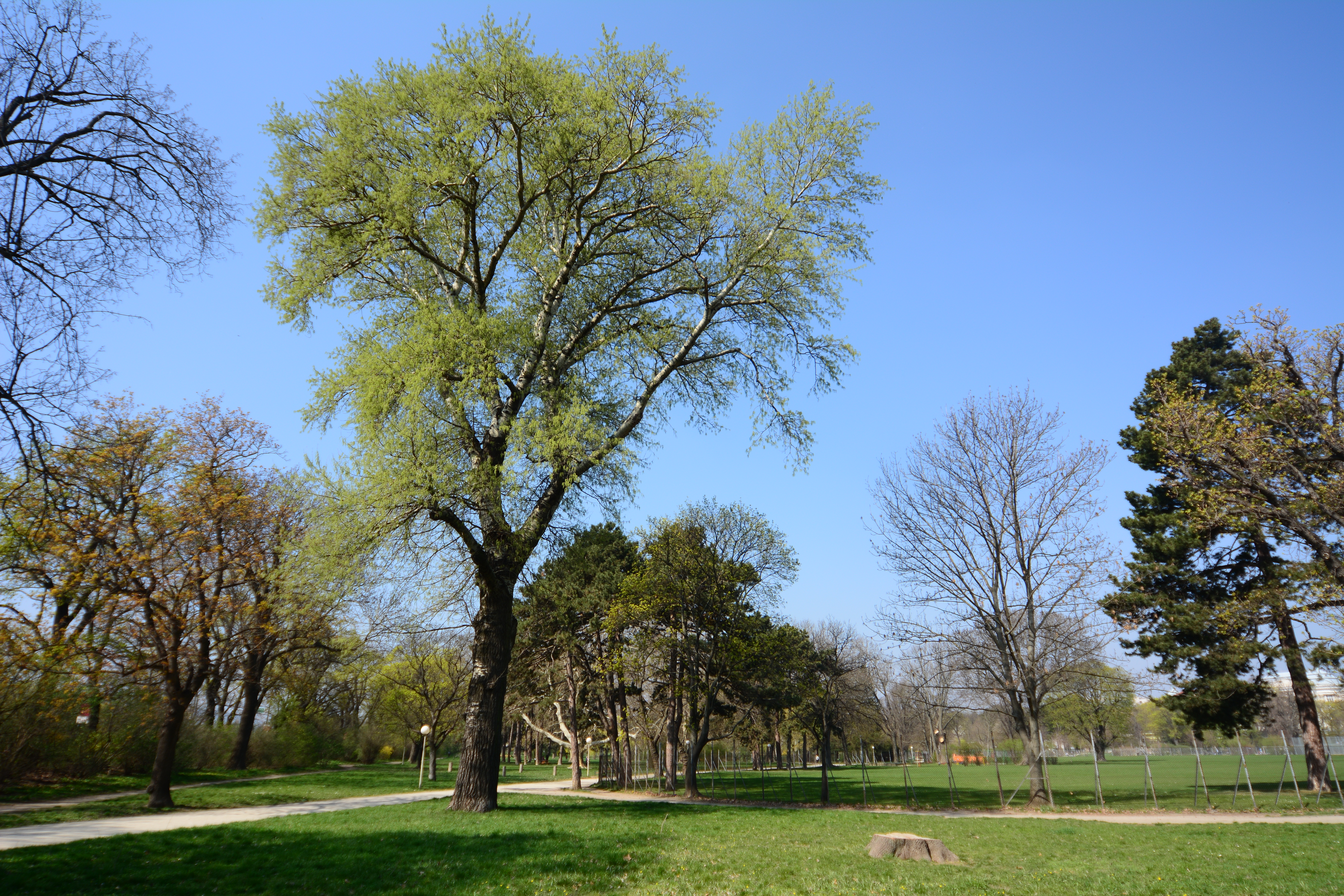
Die als Naturdenkmal geschützte Grau-Pappel

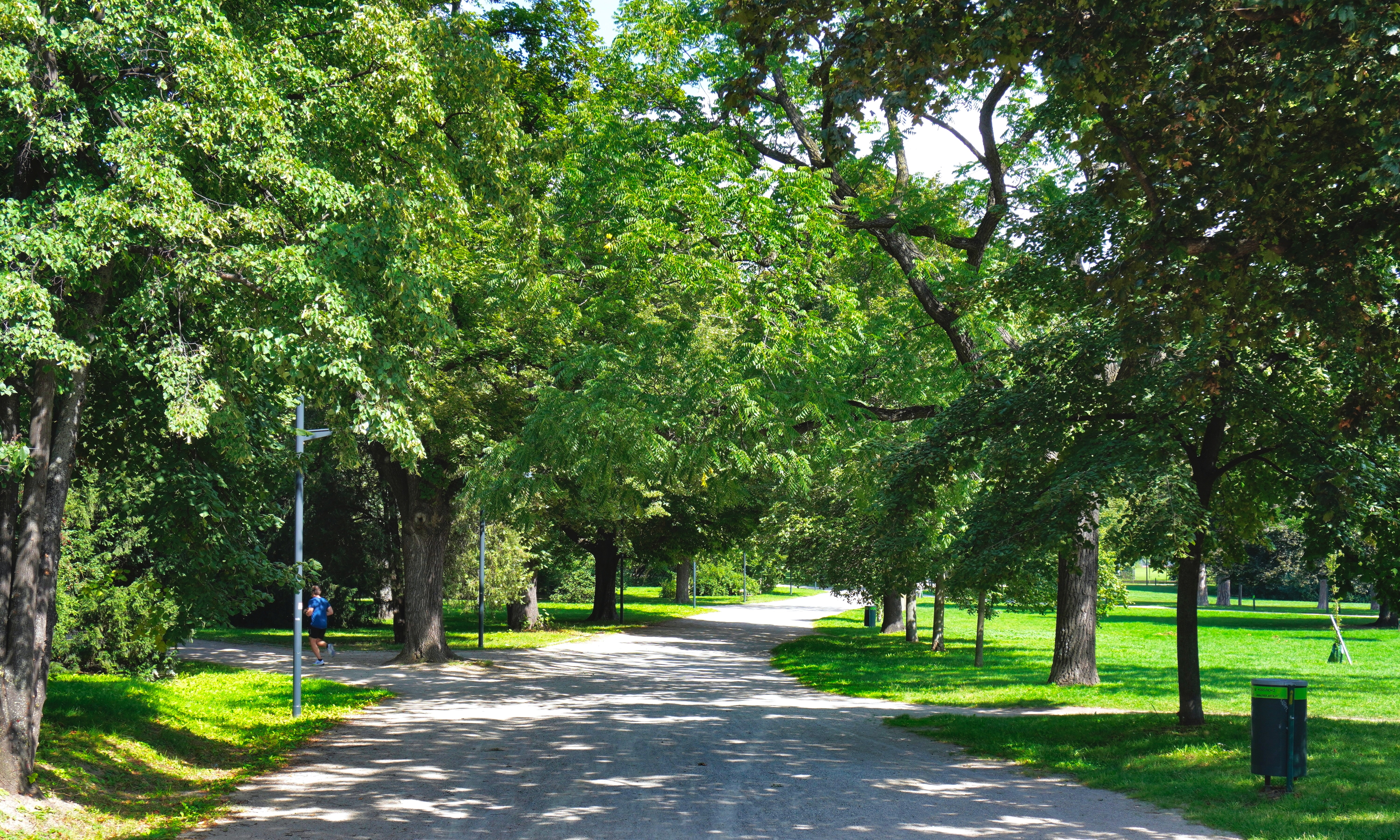
Auer-Welsbach-Park, Blick von der Schlossallee

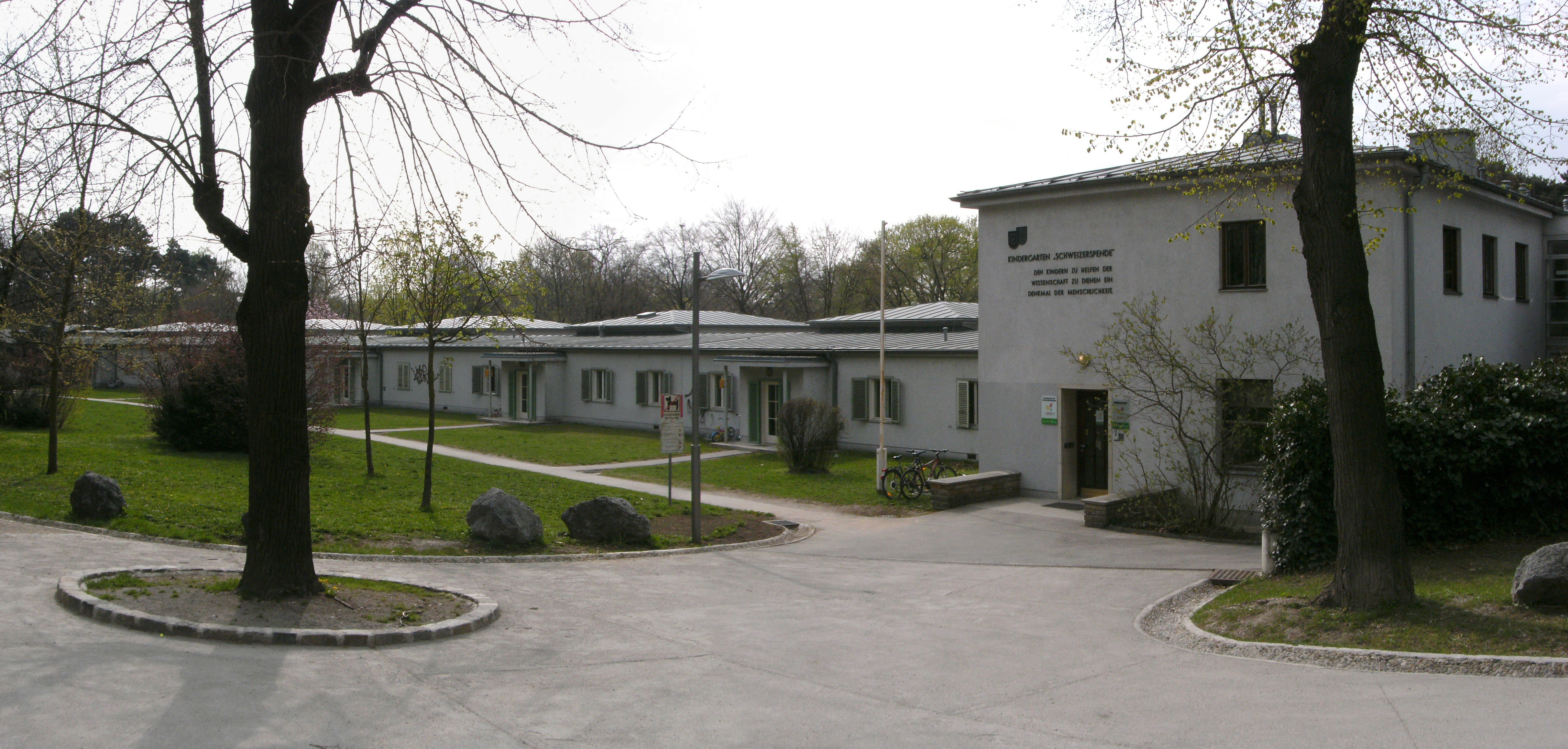
Sonderkindergarten Schweizerspende

Der Auer-Welsbach-Park ist eine Parkanlage im 15. Wiener Gemeindebezirk Rudolfsheim-Fünfhaus und wird von Linker Wienzeile, Schönbrunner Schlossallee, Mariahilfer Straße und Winckelmannstraße begrenzt. Mit einer Fläche von rund 110.000 m² ist er der größte Park des 15. Bezirks. Benannt ist er nach dem österreichischen Chemiker Carl Auer von Welsbach.
Ursprünglich befand sich auf dem Areal des heutigen Auer-Welsbach-Parks ein sogenannter „Küchengarten“, in dem Obst und Gemüse angebaut wurde. 1890 wurde an dieser Stelle eine Parkanlage unter dem damaligen Namen Schönbrunner Vorpark angelegt. Gestaltet wurde der Park mit einem kleinen Teich im Stil eines englischen Landschaftsgartens als Gegensatz zum barocken Erscheinungsbild des jenseits des Wienflusses gelegenen Schönbrunner Schlossparks. An der Stelle des Teiches wurde 1919 ein Kinderfreibad errichtet, das 1990 geschlossen und abgerissen wurde. Auf diesem in weiterer Folge brach liegenden Teil des Parks entwickelte sich eine „Stadtwildnis“, 2003 wurden hier die Flammenfrauen-Skulpturen Sarah und Johanna (siehe Liste der Kunstwerke im öffentlichen Raum in Wien) der Künstlerin Charlotte Seidl aufgestellt.
Bis 1992 gehörte der Park zum 14. Bezirk Penzing, dann kam er im Zuge einer Grenzveränderung zum 15. Bezirk.
Der im nordwestlichen Bereich des Parks gelegene Sonderkindergarten Schweizerspende wurde 1948/49 nach Plänen des Architekten Franz Schuster errichtet, später durch Dimitris Manikas erweitert und steht heute unter Denkmalschutz. Hier wurde 1949 von Susann Schmid-Giovannini der erste Sonderkindergarten für Hörgeschädigte im deutschen Sprachraum eingerichtet.
Im südöstlichen Bereich des Parks befindet sich eine Grau-Pappel (Populus × canescens), die als Wiener Naturdenkmal mit der Nummer 444 unter Schutz gestellt ist. Die Grau-Pappel stammt aus der Zeit vor der Anlage des Parks und ist vermutlich der letzte Rest des ursprünglichen Ufergehölzes des Wienflusses in diesem Bereich. Die im Park befindliche Jugendsportanlage Auer-Welsbach-Park hat eine Größe von etwa 25.400 m², zum Angebot zählen unter anderem Handball, Faustball und Leichtathletik. Im südwestlichen Bereich des Parks befindet sich eine nicht umzäunte, 10.060 m² große Hundezone.
Im nördlichen Bereich des Parks stand bis zum Sommer 2021 die Skulptur "Virgen del Tesoro" der österreichischen Künstlerin Johanna Honisch. In einen vier Meter hohen Schwarzkiefer-Baumstamm wurden, in Anlehnung an die gleichnamige Madonna-Darstellung in einer Kirche in Toledo, kleine Kupferplatten eingeschlagen.